# Helmut Wilberg
Helmut Wilberg (1er juin 1880 - 20 novembre 1941) fut un général de la Luftwaffe pendant la Seconde Guerre mondiale.

## Biographie
Wilberg s'engage le 18 avril 1899 dans le 80e régiment de fusiliers et est promu lieutenant le 27 janvier 1900. À partir de 1906, il travaille comme instructeur dans les écoles de cadets de Naumbourg et Groß-Lichterfelde.
Il est aviateur pendant la Première Guerre mondiale. Demi-juif, il fut « aryanisé » par les nazis. Commandant de l'école supérieure de la Luftwaffe en 1935-36, il devint commandant de l'état-major spécial « W » (légion Condor) au haut commandement de l'armée de terre, puis général de corps d’armée dans l'aviation. Il est mort dans un accident d’avion près de Dresde en novembre 1941 alors qu'il se rendait à l'enterrement d'Ernst Udet.